# Pardosa ancorifera
Pardosa ancorifera là một loài nhện trong họ Lycosidae.
Loài này thuộc chi Pardosa. Pardosa ancorifera được Ehrenfried Schenkel-Haas miêu tả năm 1936.